# Dominique Wallon
Dominique Wallon, né le 21 juin 1939 à Paris, est un haut fonctionnaire français qui a occupé plusieurs postes de direction au ministère de la Culture entre 1981 et 2000. Il a été directeur général du Centre national de la cinématographie (CNC) de janvier 1989 à octobre 1995. Il était président de l'Union nationale des étudiants de France (UNEF) pendant la guerre d'Algérie.

## Biographie

### Famille
Fils de Jeanine Leroy et de Jacques Wallon, un des responsables du maquis FFI de l'Oise, disparu le 30 août 1944, mort pour la France. En 1975, il épouse Chantal Peraud, dont il a un fils, Thomas.

### Formation et vie militante
Dominique Wallon entre à l'Institut d'études politiques (IEP) de Paris en octobre 1956. Il mène en parallèle des études à la faculté de droit de Paris.
Diplômé de l'IEP de Paris en juin 1959, il est élu en octobre président de l'amicale de l'IEP et entre en avril 1960 au bureau national de l'Union nationale des étudiants de France (UNEF), syndicat étudiant qui, fort de ses cent-mille adhérents, milite contre la guerre en Algérie. Il y sera chargé du dossier algérien. À ce titre, il participe, avec le président Pierre Gaudez, à la reprise des relations entre l'UNEF et l'Union générale des étudiants musulmans algériens (UGEMA), concrétisée, en juin 1960, par un communiqué commun réclamant des négociations entre la France et le Front de libération nationale (FLN). 
En août, il représente l'UNEF au congrès de l'UGEMA à Tunis où il s'entretient avec Ferhat Abbas, président du Gouvernement provisoire de la République algérienne (GPRA). 
À son retour en France, le gouvernement supprime son sursis qui sera, après recours, rétabli par le conseil de révision.
Élu président national de l'UNEF, Dominique Wallon poursuit l'action de cette organisation, sur les plans étudiant et universitaire comme intersyndical, contre la poursuite de la guerre et pour l'indépendance de l'Algérie. Il est une nouvelle fois sanctionné par le gouvernement qui refuse son inscription au concours d'entrée à l'École nationale d'administration (ENA) de 1961, décision contre laquelle il dépose un pourvoi. Il est finalement autorisé à se présenter au concours en septembre 1962. Il est reçu et sort inspecteur des finances en juin 1966.
Adhérent au Parti socialiste unifié (PSU), dirigé par Michel Rocard, il devient secrétaire de la commission économique en 1968. En 1969, il est élu pour deux ans membre de la direction politique nationale (DPN). Il n'exercera plus d'autre responsabilité au PSU qu'il quitte en 1975.
Militant actif de la Maison de la Culture de Grenoble, dirigée par Catherine Tasca, il est élu en 1977 président de l'association de gestion de l'établissement et, de 1978 à 1981, président de l'Union nationale des maisons de la culture (UMC).
En septembre 1998, Dominique Wallon fonde Écrans Nord-Sud, association pour la diffusion des cinémas d'Afrique, qui devra cesser son activité en 2002. 
À la retraite, il fonde, en novembre 2003, le Festival des cinémas d'Afrique du pays d'Apt qui, jusqu'à sa 17e édition en 2019, a présenté 460 films réalisés par 270 cinéastes originaires de plus de 30 pays africains.

### Carrière
Inspecteur des finances depuis juin 1966, Dominique Wallon est détaché, de 1970 à 1974, au service économique du commissariat général du plan comme chargé de mission dans le cadre de la préparation du 6e plan.
En septembre 1974 il est, à sa demande, détaché auprès de l'Institut d'études politiques (IEP) de Grenoble comme professeur associé et responsable de la préparation au concours de l'ENA.
En 1981, il soumet à Jack Lang, ministre de la Culture de François Mitterrand, le projet d'une nouvelle direction, transversale, chargée de la décentralisation et de l'action culturelle. Il est nommé directeur du développement culturel en juin 1982. À l'actif de cette direction, la signature de conventions de développement culturel avec toutes les régions métropolitaines et ultramarines ainsi qu'avec de nombreuses villes et départements. Cette politique marque l'amplification et la généralisation de l'engagement des collectivités territoriales en matière culturelle. Elle s'accompagne d'un soutien à des projets d'action culturelle sur tous les terrains de la vie sociale. En juin 1986, il présente sa démission au nouveau ministre de la Culture, François Léotard . 
Appelé par le nouveau maire de Marseille, Robert Vigouroux, il est nommé en septembre 1986 chargé de mission auprès du maire pour la politique culturelle. L'augmentation du budget culturel de la Ville permettra notamment l'extension et la rénovation des lieux culturels et un soutien renforcé aux équipes artistiques.
Le 20 janvier 1989, il est nommé directeur général du Centre national de la cinématographie (CNC), succédant à Jérôme Clément. Le CNC est à cette époque confronté à la forte baisse de la fréquentation en salle qui appellera la mise en place de programmes de soutien aux exploitants ainsi que le développement d'actions en faveur du jeune public. Face à la pression américaine dans les négociations commerciales internationales, la mobilisation générale de la profession et des pouvoirs publics permettra de consolider, au niveau européen, la règlementation française protectrice de la création.
En octobre 1995, il quitte le CNC, où lui succède Marc Tessier, et réintègre l'inspection des finances comme inspecteur général (promotion survenue en 1987). Il y reste jusqu'à sa nomination en novembre 1997 comme directeur du théâtre et des spectacles au ministère de la Culture. Sur sa proposition, la ministre, Catherine Trautmann, décide la fusion de cette direction avec celle de la musique et de la danse. Dominique Wallon est alors nommé directeur de la musique, de la danse, du théâtre et des spectacles (DMDTS) en septembre 1998. Après sa démission, en mars 2000, il prend la présidence de l'Institut pour le financement du cinéma et des industries culturelles (IFCIC) jusqu'à juin 2002.

## Publications
- Combats étudiants pour l'indépendance de l'Algérie, éditions Casbah, Alger, 2014 et L'Harmattan, Paris 2016.
- L'UGEMA et l'UNEF, une certaine histoire de la guerre de libération et du dialogue franco-algérien in Défis démocratiques et affirmation nationale, Chihab éditions, Alger 2016.
- Préface à Éducation populaire, culture et animation, les orientations du PSU, Jean-Claude Gillet, L'Harmattan, Paris 2014.

## Distinctions
- Officier de la Légion d'honneur en 1999, chevalier en 1989[10]
- Officier de l'Ordre national du Mérite
- Commandeur des Arts et lettres
- Commandeur de l'Ordre du Mérite de la République italienne
- Officier de l'ordre national du Burkina Faso

### Sources biographiques
- Caroline Helfter, De la "grande" UNEF à l'engagement culturel - Un fonctionnaire atypique, Le Monde de l'éducation, de la culture et de la formation, mai 1997.
- Jean-Michel Frodon, Dominique Wallon, le hussard de la culture, Le Monde 1er novembre 2002 : https://www.lemonde.fr/archives/article/2002/11/01/dominique-wallon-le-hussard-de-la-culture_4246980_1819218.htm
- Le Maitron, Dictionnaire biographique, Mouvement ouvrier, Mouvement social - Tome 12 : https://maitron.fr/spip.php?article180023
- F. Cardoni, N. Carré de Malberg, M. Margairaz, Dictionnaire historique des inspecteurs des finances, Institut de la gestion publique et du développement économique, 2012
- Rachid Kettab, Les amis des frères, Dictionnaire biographique – Editions Dar Khettab – Boudouaou, Algerie, 2018.

### Autres sources
- Au Congrès de l’Union Nationale des Étudiants, vote d’une motion de soutien au GPRA ». Le Figaro, 2 avril 1961
- Réorganisation au ministère, en attendant l’audace, Télérama, N° 2528 - 24 juin 1998